# That What Is Not
| Recensione | Giudizio |
| ---------- | -------- |
| AllMusic   | [ 1 ]    |

That What Is Not è l'ottavo album in studio del gruppo alternative rock britannico Public Image Ltd., pubblicato nel 1992 dalla Virgin Records.

## Tracce
Testi e musiche dei Public Image Ltd.
1. Acid Drops - 6:34
2. Luck's Up - 4:07
3. Cruel - 5:19
4. God - 5:33
5. Covered - 4:41
6. Love Hope - 3:48
7. Unfairground - 5:17
8. Think Tank - 4:40
9. Emperor - 4:08
10. Good Things - 5:34

## Formazione
- John Lydon - voce (non accreditato sulla copertina dell'album)
- John McGeoch - chitarre, programmatore, sequenziatore
- Gregg "J.P." Arreguin - chitarra ritmica
- Allan Dias - bassi, programmatore, tastiere, sequenziatore, cori
- Curt "Kirkee B." Bisquera - batteria, percussioni

### Altri musicisti
- Jimmie Wood - armonica a bocca in "Covered", "Love Hope" e "Good Things"
- Tower of Power - corni in "Covered" e "Good Things"
- Bonnie Sheridan - coro in "Good Things"

### Produzione
- Dave Jerden - produzione, missaggio
- Bryan Carlstrom - ingegneria del suono
- Annette Cisneros - assistente ingegneria, assistente missaggio
- Martin Lydon - assistente alla programmazione